# Rue Alexandre-Fourny
La rue Alexandre-Fourny est une voie publique de Nantes, en France.

## Situation et accès
Située dans l'Île de Nantes, la rue est en ligne droite, s'étend de la rue Petite-Biesse jusqu'au boulevard Victor-Hugo. Elle ne croise aucune autre voie. Bitumée, elle est ouverte à la circulation automobile.

## Origine du nom
Elle rend mémoire à Alexandre Fourny, avocat, élu de la SFIO et résistant, un des 50 otages exécuté en 1941 en représailles après la mort de Karl Hotz.

## Historique
La rue se situe sur l'ancienne île de Petite Biesse, non loin du couvent des Récollets, installé un peu au sud en 1617 et actif jusqu'en 1791. Un chemin apparaît à l'emplacement approximatif de l'actuelle rue Alexandre-Fourny, chemin qui accède à la ligne de ponts vers le sud-Loire via le pont de Pirmil, sur une route longtemps appelée route de Nantes à Bordeaux, actuelle rue Petite-Biesse.
Selon Paul de Berthou, une porte, située à l'extrémité de la « rue Beau-Séjour », servait à fermer la rue Petite-Biesse pour interdire l'accès au pont de Toussaint, et donc l'accès vers Nantes. Cette porte aurait été détruite en 1752.
En 1759, aussitôt levée l'interdiction de la production de toile de coton dans le royaume de France (l'édit du 26 octobre 1686 visait à protéger les tisseurs de soie, laine, lin et chanvre), une fabrique d'« indienne », propriété de M. Langevin, s'installe dans cette partie de l'île de la Petite Biesse. Il s'agit du premier établissement de ce genre parmi ceux qui s'ouvrent sur les îles de Loire de Nantes.
Le nom de « rue de Beau-Séjour » apparaît sur une carte de 1818.
En 1837, la manufacture d'Angreviers, à Gorges, construite dix ans plus tôt sur des plans de l'architecte Étienne Blon, cesse son activité de traitement du lin. L'activité linière est transférée à Nantes, rue Beauséjour.
Créée en 1835, l'école publique du quartier des Ponts est transférée rue Beauséjour en 1866. L'école Beauséjour est alors de la seule école publique de garçons de la ville. Un plan de l'établissement est conservé aux archives de Nantes.
La rue est aménagée en 1877, au moment de la création de la « ligne de ponts ». À sa création, la rue est appelée « rue Beauséjour », du nom d'une propriété. 
Avant 1882 est installée sur le côté nord de cette rue une fabrique de bougies et de chandelles, appartenant à trois hommes, dénommés Moquet, Audigan et Gasnier. En 1882, Alexis Biette, fils d'armateur, rachète, à 32 ans, cette fabrique. Il la modifie pour produire également des bougies stéariques, puis du savon. Son entreprise prend le nom de « Savonnerie de l'Ouest », qui commercialise des savons de ménage sous la marque « Croix d'or ». Puis l'entreprise devient « Savonnerie moderne », qui développe l'enseigne « Parfumerie moderne ». L'établissement, qui s'est développé entre la rue Beauséjour et la boire de Toussaint, concentre, à son apogée, la production de savon de ménage, de bougies, de savon de toilette, de margarine et de parfum. L'usine figure sur des cartes postales d'époque, notamment vers 1905,.
Lors de la Seconde Guerre mondiale, la rue, comme toute la zone de l'île de Nantes, est touchée par les bombardements. L'école Beauséjour est détruite lors du bombardement du 16 septembre 1943. Pendant l'après-guerre, les élèves sont accueillis dans l'école du quai Hoche. L'école Beauséjour est déplacée, et se trouve depuis 1949 dans le boulevard Gustave-Roch qui lui donne son nouveau nom, groupe scolaire Gustave-Roch.
En 1945, la ville de Nantes décide de rebaptiser l'artère « rue Alexandre-Fourny ».
En 1948, le groupe anglais Lever rachète l'usine de savon, qui emploie 280 personnes (dont 120 femmes) en 1956, et qui produit les savons « La Girafe », « Sunlight » et « LUX », avant sa fermeture en 1961. L'usine est démolie en 1967.